# Арманьяки
Арманьяки (фр. Armagnacs) — політична і військова партія, що склалася у Франції під час Столітньої війни і протистояла партії бургіньйонів. Сформувалася навколо герцога Карла Орлеанського після того, як його батько герцог Людовик Орлеанський був убитий у 1407 році за наказом герцога Бургундського. Війна між цими двома угрупованнями отримала назву «Війна арманьяків і бургіньйонів».
Партія спочатку називалася «Орлеанська», потім стала називатися по імені Бернарда VII, графа Арманьяку, який був покровителем молодого Карла Орлеанського і видав за нього свою дочку Бонну. 1408 року до Бернара приєднався герцог бретонський, а в 1410 — герцог де Бурбон і його син, граф де Клермон. В результаті сформувалася партія, головою якої став Бернар.
У 1412 і на початку 1413 арманьяки розоряли околиці Парижа і фактично тримали місто в облозі.
Емблемою партії був білий шарф через плече або біла пов'язка на руці.